# Vågen (film)
Vågen, norsk originaltitel Bølgen, är en norsk dramafilm från 2015 i regi av Roar Uthaug, med Kristoffer Joner och Ane Dahl Torp i huvudrollerna. Den handlar om en geolog som försöker överleva när fjällmassivet Åkerneset rasar samman och skapar en 85 meter hög tsunami i Geirangerfjorden. Filmen lanserades som den första norska katastroffilmen. Den hade premiär 16 augusti 2015 på Den norske filmfestivalen i Haugesund och släpptes på norsk bio 28 augusti.
Den utsågs till Norges kandidat till Oscar för bästa icke-engelskspråkiga film vid Oscarsgalan 2016.
Filmen har visats på SVT / SVTPlay, bland annat två gånger under 2019 samt i maj/juni 2020.

## Medverkande
- Kristoffer Joner som Kristian Eikjord
- Ane Dahl Torp som Idun
- Jonas Hoff Oftebro som Sondre
- Eili Harboe som Vibeke
- Edith Haagenrud-Sande som Julia